# Fondation internationale Oasis
La fondation internationale Oasis, née en 2004 comme centre d'études d'une intuition de S. Em. le Cardinal Angelo Scola, s'est constituée en 2009. Oasis est vouée à la promotion la connaissance réciproque et la rencontre entre chrétiens et musulmans, avec une attention particulière à la réalité des minorités chrétiennes dans les pays à majorité musulmane.
Les lieux de prière chers aux musulmans comme aux chrétiens sont comme des oasis où les hommes vont à la rencontre de Dieu Miséricordieux le long du chemin pour la vie éternelle et de leurs frères et sœurs unis par le lien de la religion. Jean-Paul II – Discours prononcé à Damas, à la Mosquée des Omeyyades, le 6 mai 2001.
Oasis s’appuie sur un vaste réseau de rapports internationaux.  Dans le comité Promoteur figurent, aux côtés du Cardinal Scola, le Patriarche Bechara Boutros Rahi (Liban), les Cardinaux Philippe Barbarin (Lyon), Josip Bozanic (Zagreb), Péter Erdő (Budapest), Christoph Schönborn (Vienne), le Patriarche Fouad Twal (Jérusalem) et les Évêques Camillo Ballin (Koweït), Mounged El-Hachem (Nonce au Koweït), Paul Hinder (Émirats), Jean-Clément Jeanbart (Alep), Maroun Lahham (Tunis), Anthony Lobo (Islamabad), Francisco Javier Martínez (Grenade) et Joseph Powathil (Changanacherry). Le comité scientifique comprend des islamologues, philosophes, sociologues, historiens et juristes.

## Les instruments d'Oasis
Oasis participe au Studium Generale Marcianum, le pôle pédagogique-académique du Patriarcat de Venise.  Au fil du temps, différents instruments ont été développés :
- La revue semestrielle, elle aussi intitulée Oasis et publiée en quatre éditions séparées (italien, anglais-arabe, français-arabe, anglais-ourdou).  Éditée depuis 2005, elle se reçoit par abonnement et peut être achetée dans certaines librairies spécialisées en Italie.
- Le site www.oasiscenter.eu qui propose, entre autres, la traduction hebdomadaire des catéchèses du Pape en arabe.
- La newsletter mensuelle gratuite en italien, anglais et français et bientôt en espagnol.  Faisant fructifier les nombreux contacts, la newsletter unit les dimensions du récit et de l’analyse.
- Deux collections de livres, l'une de vulgarisation et l’autre scientifique, publiée par Marcianum Press.  parmi les ouvrages déjà publiés : Jean-Marie Lustiger, La promessa (2005; Christian Van Nispen, Cristiani e musulmani: fratelli davanti a Dio ? (2006) ; Maria Laura Conte, Dove guarda l’Indonesia? (2006, vainqueur du Premio Capri 2006-section actualité). Sortie prévue en 2009: Paolo Gomarasca, Meticciato. Convivenza o confusione?, 2009.

## Domaines de recherche
Les domaines de recherche principaux  d’Oasis sont: le métissage de civilisations et de cultures, catégorie explicative du procédé actuel de mélange de cultures et de données spirituelles; le patrimoine culturel des minorités chrétiennes orientales  ; les Islam du peuple, considérés comme expressions de religiosité authentique indispensables pour comprendre les sociétés musulmanes, celles contemporaines aussi; la liberté religieuse, considérée tant sous le profil juridique que comme voie privilégiée pour affronter le nœud théorétique vérité-liberté.  Dans le dialogue interreligieux, Oasis juge décisive la catégorie du témoignage, considérée comme modalité adéquate d’accès à la Vérité.
Le siège d’Oasis est à Venise.  Le Centre fut présenté à l’UNESCO à Paris (2005) et à l’ONU (2007).  Le Centre organise aussi chaque année une rencontre plénière, qui se tient alternativement à Venise (2005-2007-2009) et dans un pays à majorité musulmane (Le Caire 2006 – Amman 2008 - Tunis 2012).